# Popoare latine
Popoarele neolatine sunt acele grupuri lingvistice culturale care vorbesc una dintre limbile romanice; sunt numite așa deoarece vorbesc limbi care provin din latina vulgară, nu deoarece ar fi descendenți direcți ai latinilor (vechii romani), întrucât majoritatea vorbitorilor unei limbi romanice moderne nu au o asemenea ascendență.
Între ele se numără, în Europa neolatină:
- Andorrezii, de limbă catalană și cea franceză
- Aromânii, ziși vlahi în Grecia
- Asturienii
- Catalanii
- Corsicanii
- Dalmații (dispăruți în sec. al XIX-lea, prin trecere la limbile italiană sau croată)
- Francezii nordici (la nord de "linia Bordeaux-Lyon")
- Friulanii
- Genovezii (ori ligurienii)
- Istroromânii
- Italienii
- Ladinii
- Latinii pannonici (dispăruți în sec. al X-lea)
- Latinii africani (asimilați, din sec. al XV-lea, de arabi și de berberi)
- Leonezii
- Lombarzii
- Meglenoromânii
- Monegascii (în majoritate vorbitori de franceză sau italiană)
- Napolitanii
- Normanzii (de origine scandinavă, dar francofoni)
- Occitanii (printre care francezii la sud de "linia Bordeaux-Lyon" și catalanii)
- Piemontezii
- Portughezii și galicienii (aceștia din urmă fiind în Spania)
- Romanzii (elvețienii de limbă franceză)
- Românii sau dacoromânii
- Romanșii
- Sanmarinezii, de limbă italiană
- Sardinienii vorbitori de sardă (dar și de italiană)
- Sicilienii
- Spaniolii (mai exact, castilienii)
- Ticinezii (elvețienii vorbitori de italiană)
- Valonii (belgienii de limbă franceză)
- Venețienii
- vorbitorii de emiliano-romagnolă

... și alții (încă vii și cei deja dispăruți). Descendenții lor culturali s-au dus prin lume, majoritatea în America Latină, precum și în Quebec și Noul Brunswick (Canada francofonă), dar și-n acele zone intrate sub stăpânirea puterilor și culturilor coloniale neolatine din Africa neagră și Magreb (cu toate că au rămas puține urme, după ce s-a terminat decolonizarea).  

Ramura italică a limbilor indo-europene (descriere făcută în engleză de Susana Freixeiro, 2012 d.C.)